# The World We Live In (The Killers)
The World We Live In è un singolo dei The Killers, estratto dall'album Day & Age.
The World We Live In è stato scelto a sorpresa come terzo singolo in Europa e Australia, mentre negli Stati Uniti e nel resto del mondo è stato scelto A Dustland Fairytale, il quale risultava essere il brano preferito in un sondaggio svolto nel forum ufficiale. Inoltre, nonostante il ruolo di singolo europeo, non è stata suonata in molti dei concerti europei e il video è stato girato a Banff in Canada, a fine aprile 2009.
La B-Side del singolo è Joy Ride (Night Version).

## Tracce
CD
1. The World We Live In - 4:40
2. Joy Ride - Night Version - 7:16

7"
1. The World We Live In - 4:40
2. Joy Ride - Night Version - 7:16

## Posizioni in classifica
| Classifica (2009) | Posizione |
| ----------------- | --------- |
| Paesi Bassi       | 2         |
| Regno Unito       | 57        |